# Brian Johnston
Brian Johnston (14 aprile 1932 – 2 marzo 2013) è stato un critico letterario britannico.
È noto in particolare per i suoi lavori sul drammaturgo norvegese Henrik Ibsen, soprattutto i suoi tre libri più influenti The Ibsen Cycle (1975, revideret 1992), To the Third Empire: Ibsen's Early Drama (1980) og Text and Supertext in Ibsen's Drama (1988).
Una chiave per comprendere la lettura di Ibsen di Johnstons è la sua attenzione per l'influenza del filosofo tedesco Hegel, specialmente di Fenomenologia dello Spirito, sui moderni drammi contemporanei di Ibsen (vedi l'introduzione di The Ibsen Cycle, pp. 1–23).